# Šesta knjiga sanj
Šesta knjiga sanj (COBISS) je roman Dušana Merca; izšel je leta 2006 pri Študentski založbi v knjižni zbirki Beletrina. Roman je bil leta 2007 nominiran za nagrado kresnik.

## Vsebina
Zgodba se odvija v Ljubljani, v devetdesetih letih 20. stoletja. Pripovedovalec je 25-letni brezimni junak, mestni posebnež, iskalec lastne identitete, ki v noči s petka na soboto zapisuje dogodke preteklih štirih dni. Živi samotarsko, v majnem stanovanju pokojne matere in se preživlja s prodajo vedno istih petih knjig o zdravem načinu življenja in s petjem v pogrebnem kvartetu na Žalah.
Nekega dne (torek) ga pokličejo na žalno slovesnost v staro patricijsko palačo na Gosposki ulici, vendar ne ve, v kakšni vlogi bo moral nastopiti pred žalujočo množico. Sooči se s člani vplivnega družinskega klana, ki takoj po smrti glave družine v lovu za dediščino kujejo zaroto drug proti drugemu. Med njimi je spletkarska Adela, s katero protagonist doživi prvi spolni odnos, zato postane središče njegovega nadaljnjega razmišljanja in delovanja. Adela mu naloži nalogo: ubije naj njenega moža in očeta njenih treh otrok Avgusta ter njegovega »ugodnika« (ljubimca), za kar mu obljubi dobro plačilo in potešitev spolne sle. V nenavadni hiši spozna še Alberta, brata dvojčka Adelinega moža, ter njuno ostarelo, arogantno mater. Vsi se pretvarjajo, da ga poznajo, in v bizarnih pogovroih z njimi izve, da naj bi pokojni bil njegov oče, ki ga junak nikdar ni poznal. 
V istem dnevu protagonist prodaja svojih pet knjig, razmišlja o umoru, spozna Avgusta in njegovega zunajzakonskega partnerja, ki se oblači v žensko, po pogrebu svojega domnevnega očeta pa gre v zabavišče, kjer so zaposleni prav člani družine z Gosposke ulice. Priložnost za izvedbo umora dobi, ko se Avgust in njegov »ugodnik« opravita na »vlak smrti«. Na tire vrže zračno tlačilko, ki povzroči eksplozijo in s tem veliko žrtev, a hkrati osvoboditev junaka.
Policija vse preživele zasliši, toda protagonist ni osumljen. V petek ga trkanje policistov na vrata prebudi iz sanj, blodenj.